# Koszmosz–1860
A Koszmosz–1860 (cirill betűkkel: Космос–1860) a szovjet Legenda globális tengeri felderítő és célmegjelölő rendszer 1967–1988 között indított USZ–A típusú aktív radarfelderítő műholdjainak egyike volt.

## Küldetés
A szovjet Legenda (oroszul: Легенда) tengeri felderítő rendszerhez készült USZ–A típusú, aktív radarberendezéssel felszerelt felderítő műhold.  A műholdba a BESZ–5 Buk nukleáris termoelektromos generátort építették. Célja a hadihajók (polgári hajók) mozgásának figyelemmel kísérése. A Koszmosz–1771 programját folytatta.

## Jellemzői
1987. június 18-án a Bajkonuri űrrepülőtér indítóállomásról egy Ciklon-2A hordozórakétával juttatták Föld körüli, közeli körpályára. Az orbitális egység pályája 89,6 perces, 64,9 fokos hajlásszögű, elliptikus pálya-perigeuma 249 kilométer, apogeuma 263 kilométer volt. Hasznos tömege 3800 kilogramm. Az űregység orbitális pályáját 11 alkalommal korrigálták (utoljára 2010-ben), biztosítva a közel körpályás haladási magasságot. Felépítése hengeres, átmérője 1.3 méter, magassága 10 méter. A sorozat felépítését, szerkezetét, alapvető fedélzeti rendszereit tekintve egységesített, szabványosított űreszköz.
1996. augusztus 23-án az orbitális egység pályáját 104 perces, 65,01 fokos hajlásszögű, elliptikus pálya-perigeumát 920 kilométerre, apogeumát 974 kilométerre emelték.
Szolgálati idejének vége ismeretlen.